# 운제부인
운제부인(雲帝夫人,雲梯夫人, 생몰년 미상) 혹은 아루부인(阿婁夫人)은 신라 남해 차차웅의 정비(正妃)이며, 사후 신격화되어 운제산신으로 존숭되었다. 합천 이씨 족보에서 발견되어 경주 이씨 족보에 참고용으로 실린 '35대 실전세계'에 의하면, 운제부인은 경주 이씨 시조 이알평의 손자인 계림후(鷄林侯) 이타(李它)의 딸로 기록되어 있으나, 역사적 고증의 어려움과 용어의 모순 등을 이유로 공식적으로는 인정되지 않는 자료이다.
아루(阿婁)라는 이름을 개인의 인명이 아닌 농경사회에서 사제를 수행하는 집단이나 특정한 직능을 표현한 것이라는 견해가 있다. 신라 상고기 왕비 이름 중에는 '알-'계 이름이 자주 보이는데 이들 왕실 여성이 농작의 풍요를 기원한다는 의미에서 사제라는 특수한 직능과 관련이 있다는 견해이다. '알'이 '아리수', '압록수', '알천'등에서 보이듯이 '물'과 관련이 있으며 ‘비(물)를 주관하는 특별한 지위의 사람’이란 뜻을 나타낸다는 견해가 있다.

## 생애
운제부인은 신라의 2대 군주 남해 차차웅의 부인으로 아루부인이라고 부르기도 한다. 남해왕과의 사이에서 유리 이사금과 아효부인을 낳았다. 사후에는 신격화되어 무속 신앙의 주신 중 하나가 되었다. 운제산 또는 선도산에 산다 해서 운제산성모(雲梯山聖母) 또는 선도성모(仙桃聖母)로 불리며, 고려시대 영일현(지금의 포항시)의 서쪽에 운제산성모(雲梯山聖母)가 있는데 가뭄 때에 여기에 빌면 감응이 있다고 하였다. 운제산은 현재 포항시 남구 오천읍과 대송면 사이에 있다.

## 가계[3]
- 친정아버지[4] : 이타(李它)[5]
- 친정어머니 : 박씨 - 박혁거세와 알영부인의 딸
- 남편: 남해 차차웅(南解次次雄)
  - 장남: 일지 갈문왕(日知葛文王)
  - 차남: 유리 이사금(儒理尼師今)
    - 손자: 일성 이사금(逸聖泥師今)
    - 손자: 파사 이사금(婆娑尼師今)

  - 3남: 박나로(朴奈老)
  - 장녀: 아효부인(阿孝夫人), 제4대 탈해 이사금(脫解尼師今)의 왕후[6]
- 시조모: 사소부인(娑蘇夫人, 선도산 성모)
- 시아버지: 박혁거세 거서간(朴赫居世居西干)
- 시어머니: 알영부인(閼英夫人)

## 같이 보기
- 남해 차차웅